# Lucienne Bogaert
Pour les articles homonymes, voir Bogaert.
Lucienne Bogaert, nom d'épouse de Lucienne Jeanne Gabrielle Lefebvre, est une actrice française, née le 6 janvier 1892 à Caudry (Nord) et morte le 4 février 1983 à Montrouge (Hauts-de-Seine).

## Biographie
Lucienne Jeanne Gabrielle Lefebvre, est la fille d'Horace Joseph Floride Lefebvre originaire de Beaurainville, employé au chemin de fer, et de Marie Eugénie Janson originaire d'Arras, ménagère.
Lucienne Bogaert a fait l'essentiel de sa carrière au théâtre. Après ses débuts avec Jacques Copeau dans la compagnie du théâtre du Vieux-Colombier, elle travaille avec Louis Jouvet à la Comédie des Champs-Élysées, où elle est très remarquée en 1934 dans le rôle du Sphinx lors de la création de La Machine infernale de Jean Cocteau.
Le cinéma a plusieurs fois employé ses talents de tragédienne et sa diction originale en lui confiant des rôles de mères abusives et inquiétantes, de matrones ou de maquerelles. Trois de ses rôles sont particulièrement notoires : mère maquerelle distinguée d'Élina Labourdette dans Les Dames du bois de Boulogne de Robert Bresson en 1945, mère droguée machiavélique de Danièle Delorme dans Voici le temps des assassins de Julien Duvivier en 1956 et mère follement possessive de Jean Desailly dans Maigret tend un piège en 1958.
Lucienne Bogaert meurt le 4 février 1983 à l'âge de 91 ans. Elle est inhumée au cimetière parisien de Pantin, dans la 154e division.

## Théâtre
- 1917 : La Nuit des rois de William Shakespeare, mise en scène Jacques Copeau, Garrick's Theatre New York.
- 1918 : L'Avare de Molière, mise en scène Jacques Copeau, Garrick's Theatre New York  .
- 1918 : La Surprise de l'amour de Marivaux, mise en scène Jacques Copeau, Garrick's Theatre New York.
- 1918 : L'Amour médecin de Molière, mise en scène Jacques Copeau, Garrick's Theatre New York.
- 1918 : Les Frères Karamazov de Fiodor Dostoïevski, mise en scène Jacques Copeau, Garrick's Theatre New York.
- 1918 : Le Mariage de Figaro de Beaumarchais, mise en scène Jacques Copeau, Garrick's Theatre New York.

- 1926 : Le Dictateur de Jules Romains, mise en scène Louis Jouvet, Comédie des Champs-Élysées.
- 1927 : Léopold le bien-aimé de Jean Sarment, mise en scène Louis Jouvet, Comédie des Champs-Élysées.
- 1928 : Siegfried de Jean Giraudoux, mise en scène Louis Jouvet, Comédie des Champs-Élysées.
- 1929 : Suzanne de Steve Passeur, mise en scène Louis Jouvet, Comédie des Champs-Élysées.
- 1929 : Amphitryon 38 de Jean Giraudoux, mise en scène Louis Jouvet, Comédie des Champs-Élysées.
- 1931 : L'Eau fraîche de Pierre Drieu la Rochelle, mise en scène Louis Jouvet, Comédie des Champs-Élysées.
- 1931 : Une taciturne de Roger Martin du Gard, mise en scène Louis Jouvet, Comédie des Champs-Élysées.
- 1932 : La Margrave d'Alfred Savoir, mise en scène Louis Jouvet, Comédie des Champs-Élysées.
- 1934 : Miss Ba de Rudolf Besier, mise en scène Lugné-Poe, théâtre des Ambassadeurs.
- 1934 : La Machine infernale de Jean Cocteau, mise en scène Louis Jouvet, Comédie des Champs-Élysées.
- 1938 : Juliette de Jean Bassan, mise en scène Paulette Pax, théâtre de l'Œuvre.
- 1938 : Le Jardin d'Ispahan de Jean-Jacques Bernard, mise en scène Paulette Pax, théâtre de l'Œuvre.
- 1939 : Pas d'amis, pas d'ennuis de S. H. Terac, mise en scène Paulette Pax, théâtre de l'Œuvre.

- 1940 : L'Insoumise de Pierre Frondaie, théâtre Édouard VII.
- 1942 : L'Enchanteresse de Maurice Rostand, mise en scène Paulette Pax, théâtre de l'Œuvre.
- 1945 : La Folle de Chaillot de Jean Giraudoux, mise en scène Louis Jouvet, théâtre de l'Athénée.
- 1947 : L'Apollon de Marsac de Jean Giraudoux, mise en scène Louis Jouvet, théâtre de l'Athénée.
- 1950 : La neige était sale de Frédéric Dard d'après Georges Simenon, mise en scène Raymond Rouleau, théâtre de l'Œuvre.
- 1952 : La Dame de trèfle de Gabriel Arout, mise en scène Michel Vitold, théâtre Saint-Georges.
- 1955 : Anastasia de Marcelle Maurette, mise en scène Jean Le Poulain, théâtre Antoine.
- 1955 : Gaspar Diaz de Dominique Vincent, mise en scène Claude Régy, théâtre Hébertot.
- 1956 : Le Miroir d'Armand Salacrou, mise en scène Henri Rollan, théâtre des Ambassadeurs.
- 1958 : La Dame de trèfle de Gabriel Arout, mise en scène Michel Vitold, théâtre du Gymnase.

- 1961 : Les Papiers d'Aspern de Michael Redgrave d'après Henry James, adaptation Marguerite Duras, Robert Antelme, mise en scène Raymond Rouleau, théâtre des Mathurins.
- 1962 : Les femmes aussi ont perdu la guerre de Curzio Malaparte, mise en scène Raymond Gérôme, théâtre des Mathurins.
- 1963 : Le Fil rouge d'Henry Denker, mise en scène Raymond Rouleau, théâtre du Gymnase.

## Filmographie

### Cinéma
- 1943 : Le Corbeau d’Henri-Georges Clouzot : la cliente chez Germain.
- 1944 : Vautrin de Pierre Billon : Europe.
- 1945 : Les Dames du bois de Boulogne de Robert Bresson : la mère d’Agnès.
- 1948 : Une grande fille toute simple de Jacques Manuel : Véra.
- 1950 : Dieu a besoin des hommes de Jean Delannoy : Anaïs Le Berre.
- 1953 : Les Enfants de l'amour de Léonide Moguy : madame Donnadieu.
- 1956 : Voici le temps des assassins de Julien Duvivier : Gabrielle, la mère de Catherine.
- 1958 : Maigret tend un piège de Jean Delannoy : madame veuve Adèle Maurin, la mère de Marcel.
- 1960 : Le Huitième Jour de Marcel Hanoun : la mère de Françoise.
- 1961 : Le crime ne paie pas, sketch L'Affaire Hugues de Gérard Oury : madame Lenormand.
- 1964 : Un gosse de la butte (Rue des Cascades) de Maurice Delbez : madame Tournier.
- 1966 : Safari diamants de Michel Drach : la vieille dame sur le banc.
- 1967 : Le Soleil des voyous de Jean Delannoy : la vieille femme.
- 1972 : Les Volets clos de Jean-Claude Brialy : Adélaïde.

### Télévision
- 1971 : Tang, série d'André Michel.